# Hrad Nowy Dwór
Nowy Dwór (někdy nazývaný též hrad Ogorzelec) je zřícenina hradu v jihovýchodní části Valbřišských hor, v pohoří Střední Sudety nedaleko od polského města Valbřich.

## Historie
Hrad Nowy Dwór na Zamkové hoře byl postaven na místě původního hradu pravděpodobně na přelomu 13. a 14. století, za vlády piastovských knížat ze svídnicko-javorské linie, Boleslava I. Surového nebo Boleslava II. Malého. První písemná zmínka o hradu pochází z roku 1364. Hrad byl součástí vnitřního prstence pevností chránících slezsko-české pohraničí a spolu s dalšími okolními hrady představoval důležitý článek obrany jižní hranice knížectví a zároveň dal podnět k rozvoji osady Podgórze.
Po smrti Bolka II. připadl hrad jeho manželce Anežce Habsburské. Do roku 1392 patřil hrad svídnickým a javorským vévodům, poté na základě dědické smlouvy přešel spolu s vévodstvím na Českou korunu. V roce 1434 hrad od synů Jana Liebenthala koupil Heřman Czetryc. V rukou Czetryců zůstal s krátkými přestávkami až do 17. století, kdy hrad opustili. V letech 1450–1462 patřil hrad Zedlitzům a poté opět předchozím majitelům. Drobné stavební úpravy byly provedeny v letech 1402 až 1417, velká přestavba v renesančním slohu proběhla na konci 16. století. Během bojů mezi králem Vladislavem Jagellonským a uherským králem Matyášem Korvínem v roce 1471 byl důležitým obranným bodem. V té době se na hradě již nacházelo dělostřelectvo. Po podepsání míru v roce 1490 přešel hrad do vlastnictví Fabiána Czirnhause (Tschirnhaus), aby se o několik let později vrátil zpět Czetterům. Hrad nebyl dobyt ani během bojů o Slezsko za Bolka II. ani za husitských válek, ani v období bojů mezi uherským králem Matyášem Korvínem a Ladislavem Jagellonským. Teprve třicetiletá válka v 17. století, ukončila jeho historii.
Po požáru v roce 1581 způsobeném úderem blesku již nebyl hrad obnoven a jeho roli převzal palác, který na úpatí hradního vrchu postavili již zmínění Czettrové. Opuštěná tvrz byla ještě za třicetileté války opevněna, aby chránila majitele paláce před ozbrojenými tlupami využívajícími válečného bezvládí. Později přestal být tento palác využíván a časem zcela zchátral.

### Funkce hradu
Hrad sloužil k upevnění vrchnostenské moci v dosud velmi řídce osídlených horských oblastech. Spolu s hrady Radosno, Grodno a Rogovwiec představoval lokální pohraniční opevnění na jižní hranici s Čechami a střežil středověkou obchodní stezku na úpatí Zamkové hory v údolí Pełcznice. Kromě toho sloužil jako titulární sídlo správy panství.

## Přírodní poměry
Zbytky kamenného hradu Nowy Dwór z přelomu 13. a 14. století se nacházejí ve Walbrzyském sudetském krajinném parku v jihovýchodní části Valbřišských hor, jižně od valbřišské městské části Podgórze. Hrad byl postaven na kuželovitém a skalnatém kopci Zamkowa Góra s nadmořskou výškou 618 metrů. Vrchol je tvořen permským melafyrem. Celý kopec a okolí zříceniny hradu je porostlé bukovým lesem. Svahy hradního vrchu jsou strmé a částečně obklopené malými, ale hlubokými údolími.

## Popis
Hrad Nowy Dwór byl postaven na skalnatém strmém kopci podél vrcholu v délce asi 140 metrů z neopracovaného štípaného kamene na protáhlém zalamovaném čtyřúhelníkovém půdorysu, přizpůsobeném reliéfu. Hrad se skládal z horního hradu ze 14. století, obvodových valů a dvou domů, v nichž byly umístěny stáje, hospodářské budovy a prostory pro personál. Obdélníkový umístěný v severozápadním rohu o rozměrech přibližně 10 × 5 metrů a druhý s protáhlým tvarem u severní hradby, oba se nacházely uvnitř hradeb, zatímco věž byla umístěna vně hradeb. Na západní, nejsnáze přístupné straně, byla pevnost zpevněna suchým příkopem vytesaným do skály. Vstupní brána se pravděpodobně nacházela v západní části obranného komplexu a v příkopu byla umístěna nádrž na vodu. V 16. století bylo na západě vybudováno předhradí lichoběžníkového tvaru. Delší úseky jeho hradeb byly zesíleny ve středních částech, na jihu byla příď a na severu půlválcová bašta. V 17. století během třicetileté války dostala pevnost bastionové opevnění.
Z hradu se dochovaly pozůstatky charakteristického gotického portálu brány se dvěma baštami, základy obytných budov, fragmenty obranných zdí kolem nádvoří a středověkého horního hradu a zbytky pozůstatků věže.

## Přístup
Přes hrad vede žlutá turistická trasa z Valbřichu do Jedliny.

## Galerie

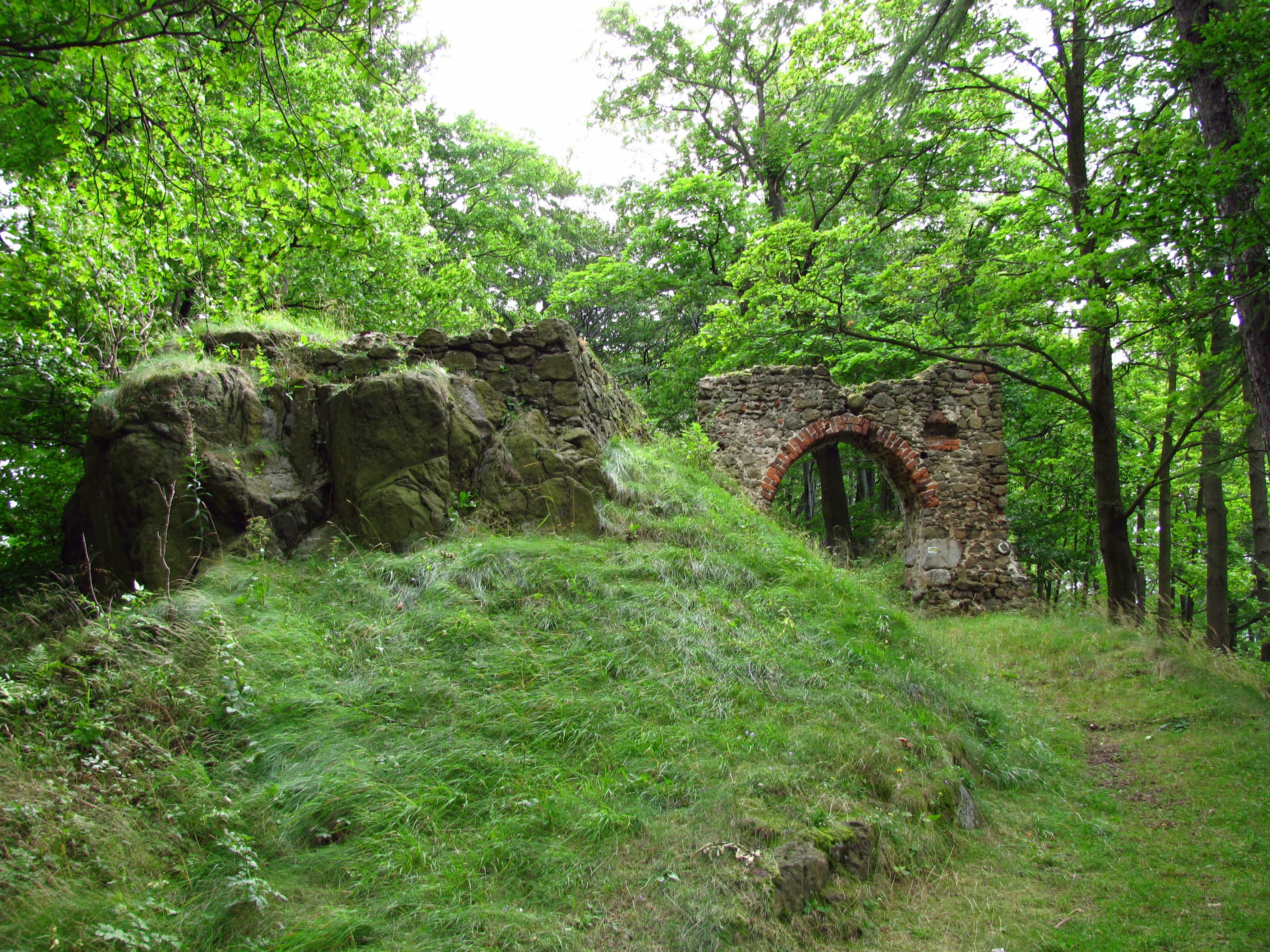
Nowy Dwór
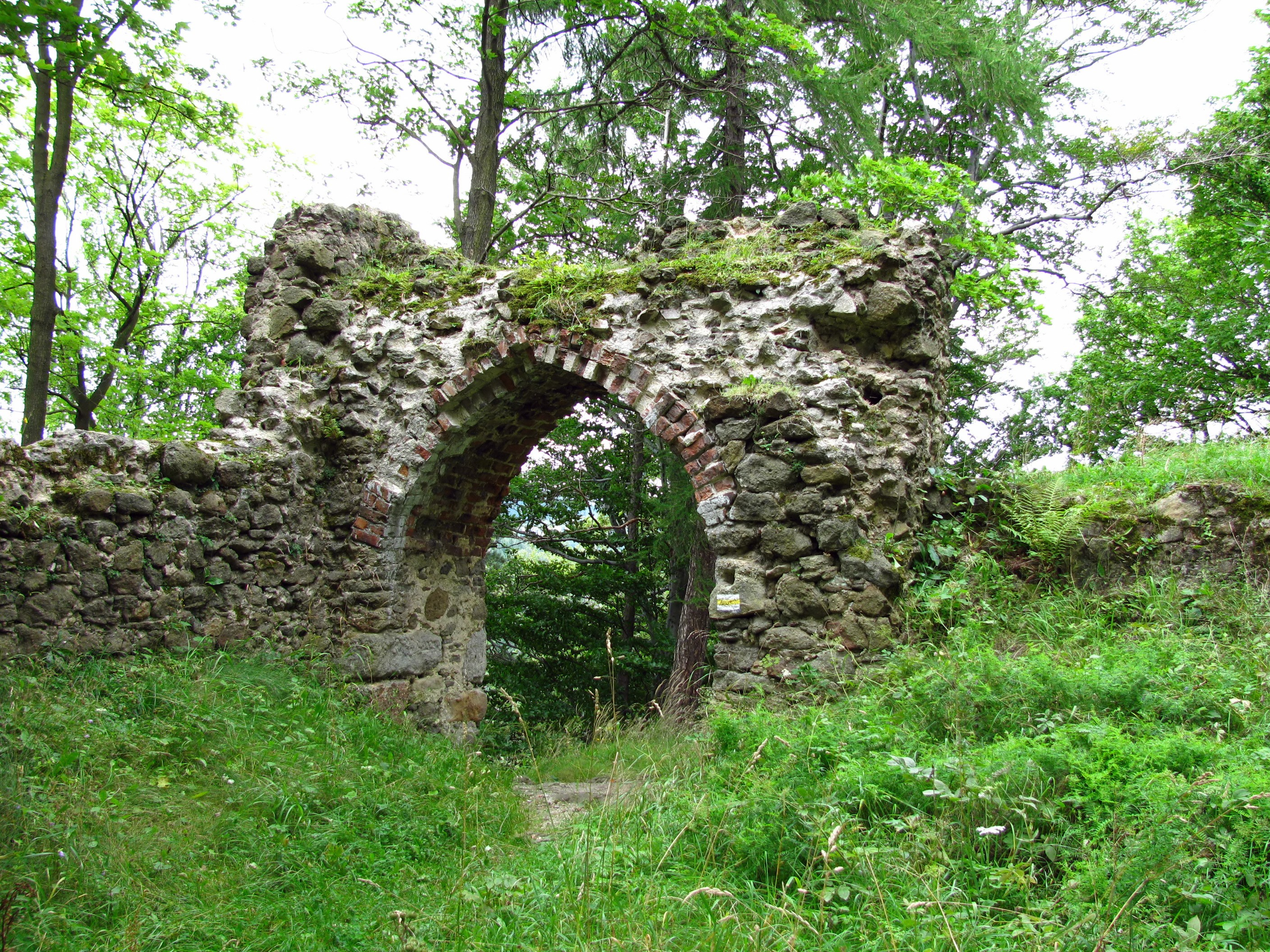
Nowy Dwór
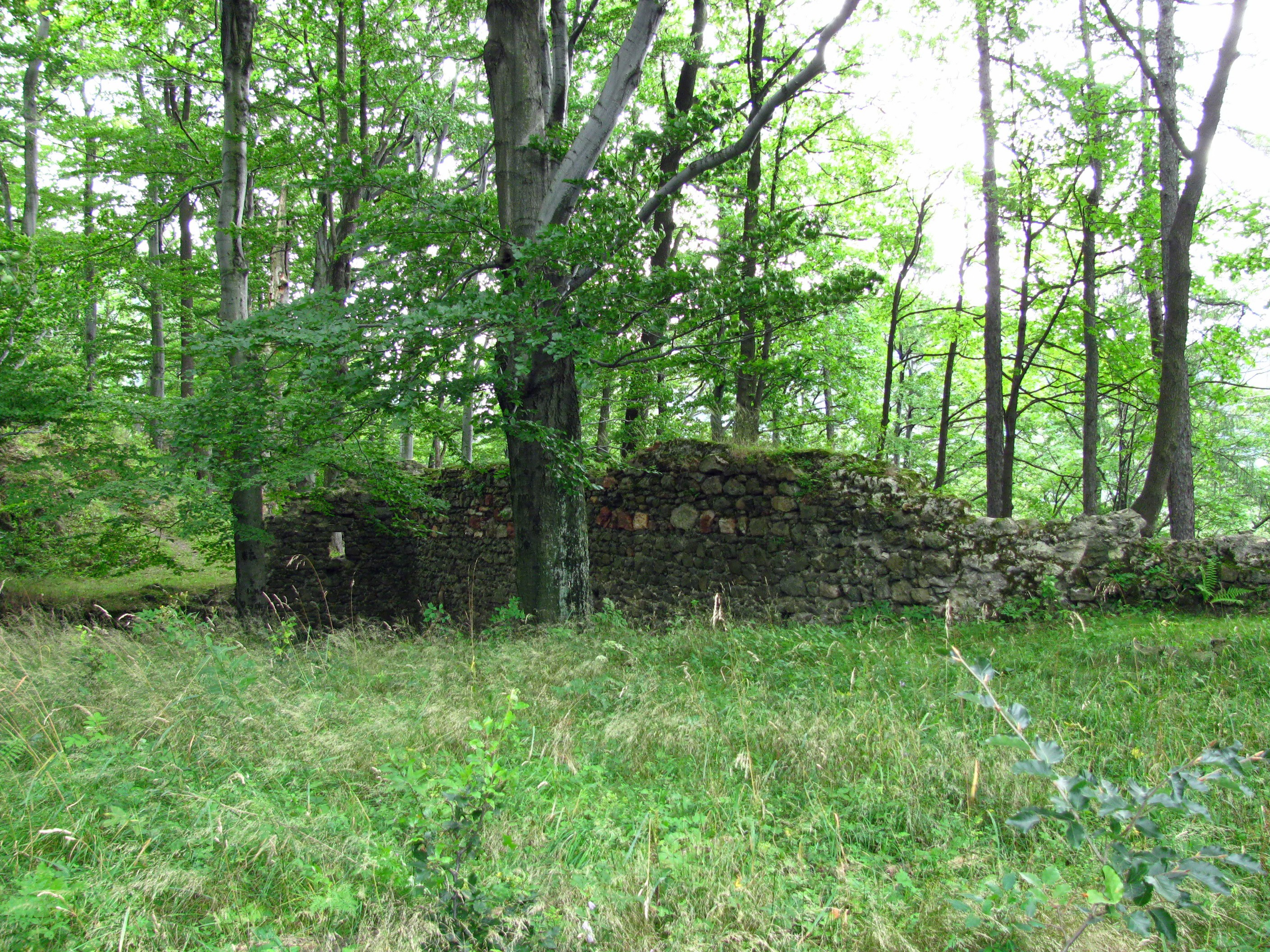
Nowy Dwór
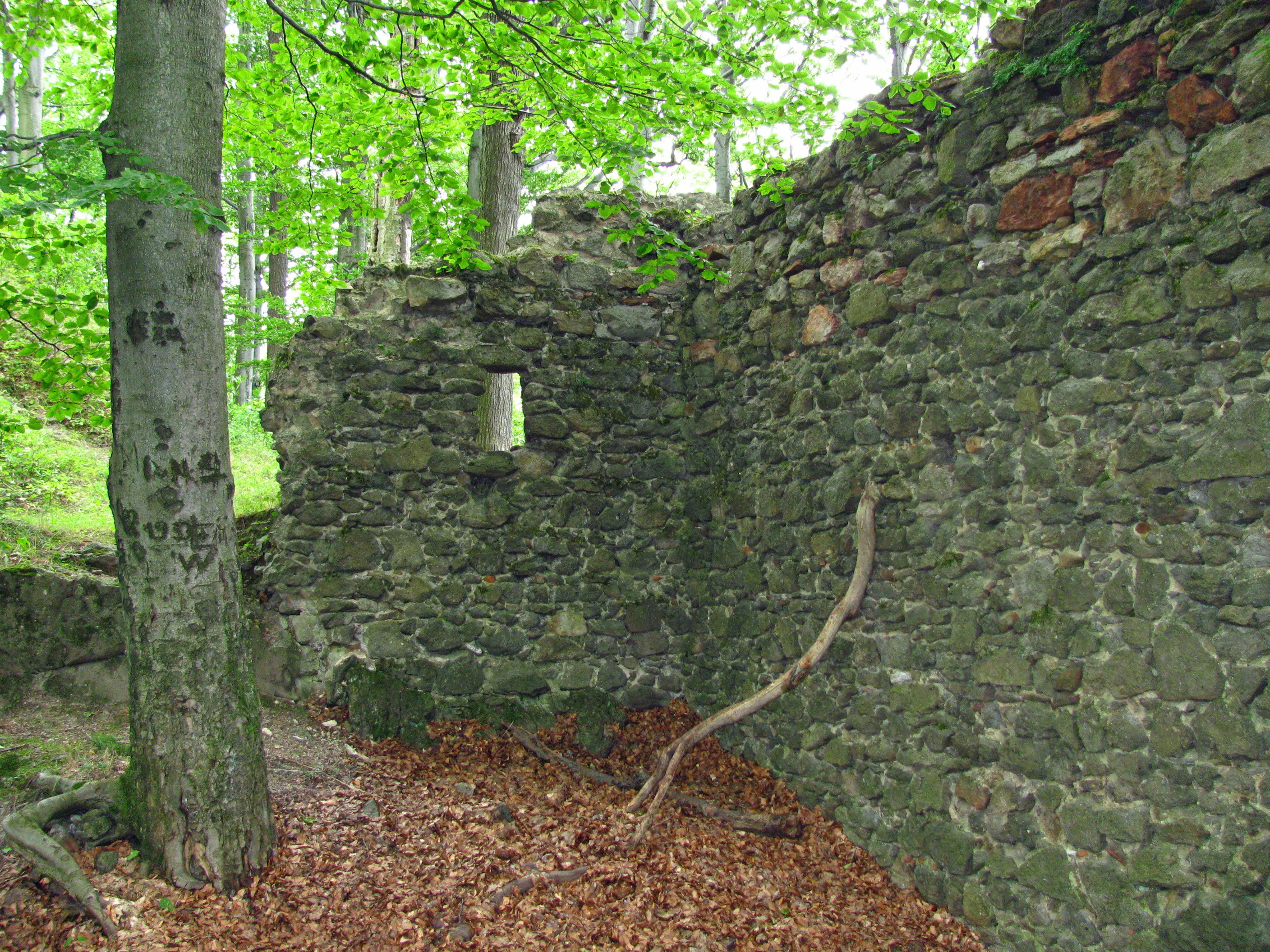
Nowy Dwór
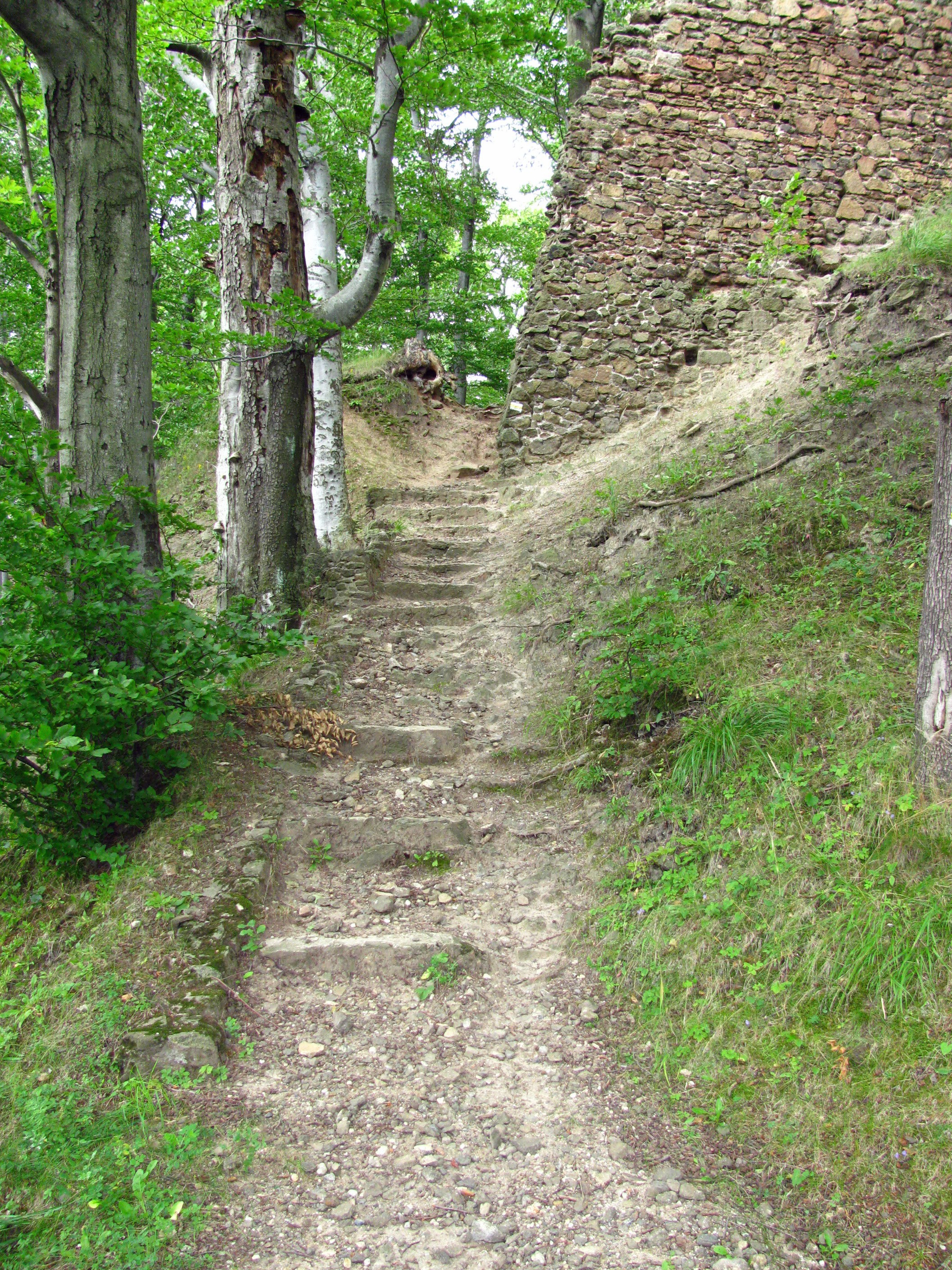
Nowy Dwór
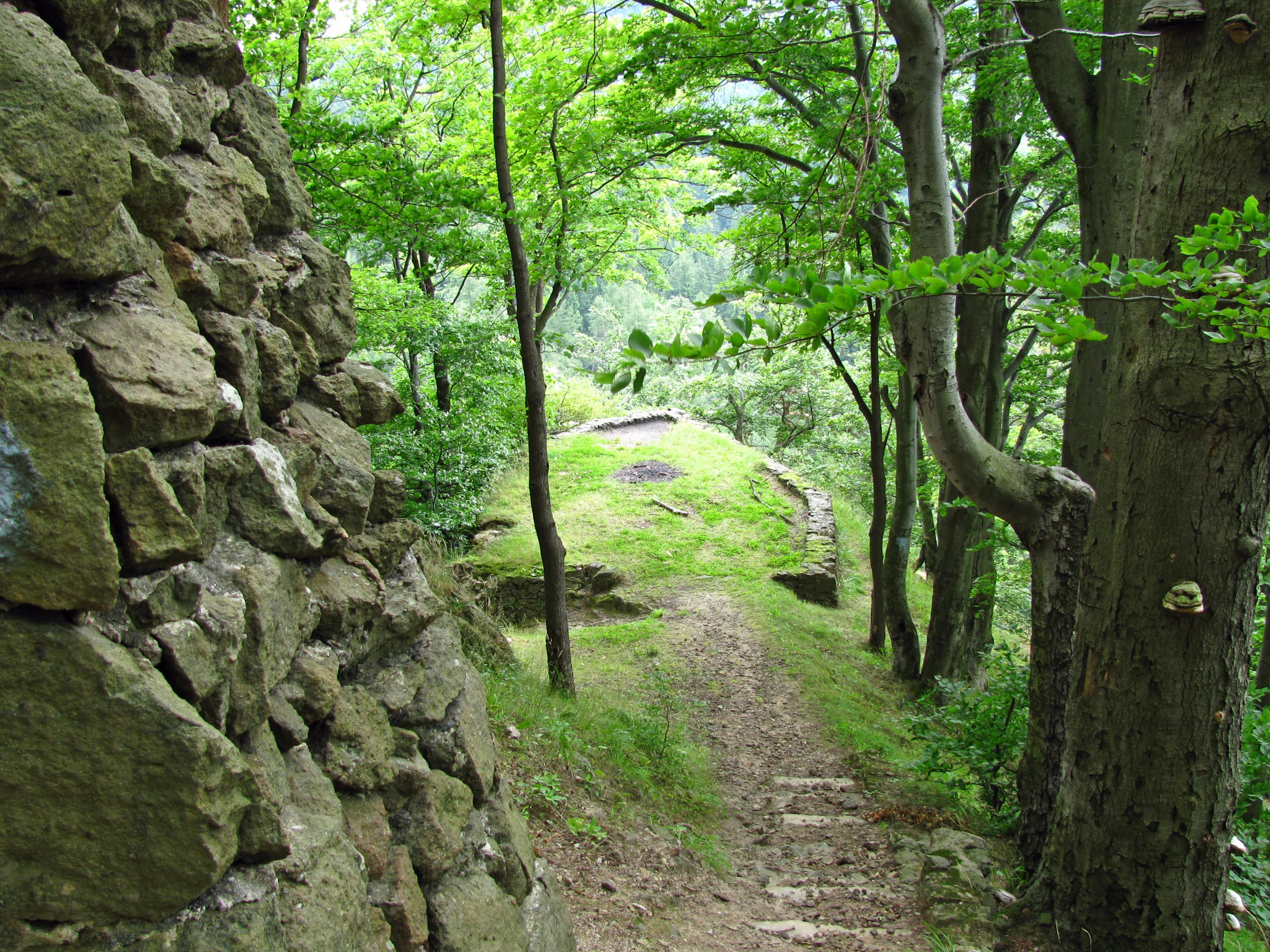
Nowy Dwór